# Stephan Fürstner
Stephan Fürstner (* 11. September 1987 in München) ist ein ehemaliger deutscher Fußballspieler und Nachwuchsnationalspieler. Seit November 2024 ist er Sportdirektor bei der SpVgg Greuther Fürth.

## Karriere als Spieler

### Vereine
In München geboren und in Dießen am Ammersee aufgewachsen, begann Fürstner 1994 in der Fußballabteilung des ortsansässigen Männerturnvereins mit dem Fußballspielen, ehe er 1998 in die Jugendabteilung des FC Bayern München wechselte. Noch keine 18 Jahre alt, rückte er zur Saison 2005/06 in die zweite Mannschaft der Bayern auf. In der ersten Spielzeit bestritt er 20 Regionalligaspiele und erzielte ein Tor.
Sein Debüt am 15. Oktober 2005 (11. Spieltag) wurde mit der 0:4-Niederlage bei der SpVgg Bayreuth getrübt. Sein erstes Tor im Seniorenbereich erzielte er am 10. Mai 2006 bei der 2:3-Niederlage im Auswärtsspiel gegen die Stuttgarter Kickers mit dem Treffer zum 1:0 in der 30. Minute. Zur Saison 2006/07 unterschrieb er einen bis 2010 datierten Profivertrag. Sein erstes Spiel in der Profimannschaft war jenes, das im Mai 2006 anlässlich einer Gastspielreise im Giants Stadium gegen die New York Red Bulls ausgetragen wurde. Seine ersten beiden Tore im Profi-Team erzielte er im Saison-Vorbereitungsspiel gegen den TSV 02 Berching, das mit 12:0 gewonnen wurde. Am 5. Mai 2007 – in der 87. Minute für Ali Karimi eingewechselt – bestritt er beim im Auswärtsspiel gegen Borussia Mönchengladbach sein einziges Bundesligaspiel für den FC Bayern München. Danach spielte er ausschließlich für die zweite Mannschaft in der Regionalliga Süd und ab 2008 in der neugeschaffenen 3. Liga, bevor er zur Saison 2009/10 beim Zweitligisten SpVgg Greuther Fürth einen Dreijahresvertrag unterzeichnete.
In seiner Premierensaison bestritt er 22 Ligaspiele und erzielte ein Tor. In seiner dritten Saison trug er mit 27 Spielen und zwei Toren zur Zweitligameisterschaft und dem damit verbundenen erstmaligen Aufstieg des Vereins in die Bundesliga bei. In dieser bestritt er 30 Spiele und erzielte am 16. März 2013 beim 2:2 im Auswärtsspiel gegen Werder Bremen mit dem Treffer zum 1:1 in der 55. Minute sein einziges Bundesligator. Ohne Heimsieg – ein Novum in der Bundesligahistorie – stieg er mit seinem Verein als Tabellenletzter wieder ab.
Zur Saison 2015/16 verpflichtete ihn der Zweitligist 1. FC Union Berlin, für den er in seiner ersten Saison in 22 der 35 Pflichtspiele zum Einsatz kam. Im zweiten Jahr in Berlin war er meist Stammspieler, spielte mit der Mannschaft zeitweise um den Bundesligaaufstieg mit und belegte mit dieser am Ende den vierten Platz. In der Saison 2017/18 kam er nur noch sporadisch zum Einsatz und verließ am Saisonende den Verein.
Zur Saison 2018/19 wurde er vom Zweitligaabsteiger Eintracht Braunschweig verpflichtet und mit einem bis zum 30. Juni 2020 laufenden Vertrag ausgestattet. Fürstner war auf Anhieb Stammkraft bei der Eintracht und wurde zum neuen Mannschaftskapitän ernannt. Aufgrund kleiner Verletzungen und Sperren verpasste der Bayer sieben Saisonspiele, die restlichen 34 absolvierte er ausschließlich im zentralen und defensiven Mittelfeld. Nach einer langen Zeit im Abstiegskampf konnte er sich mit dem Team am Ende aufgrund der besseren Tordifferenz gegen Energie Cottbus durchsetzen und hielt mit ihm als Tabellensechzehnter knapp die Klasse. Bis zur Rückrunde der Saison 2019/20 fiel Fürstner verletzungsbedingt aus, sein Kapitänsamt verlor er an Bernd Nehrig. Bis zum Saisonende spielte er noch achtmal für Braunschweig und stieg mit der Mannschaft am Saisonende in die 2. Bundesliga auf.
Im Anschluss wechselte der 32-jährige Fürstner zur Saison 2020/21 zum 1. FSV Mainz 05, um für dessen zweiter Mannschaft in der Regionalliga Südwest zu spielen. In seiner ersten Saison kam er in 30 Partien der Mainzer Reserve zum Einsatz. Am 15. August 2021 wurde er am ersten Spieltag der Bundesligasaison 2021/22 beim Spiel der Profimannschaft eingewechselt, da im Zuge der Corona-Pandemie für elf Spieler aus dem Profikader Quarantäne angeordnet worden war und Personalnot herrschte. In seinem ersten Bundesligaspiel seit Mai 2013 schlugen die Mainzer RB Leipzig mit 1:0. Im Mai 2022 beendete er seine aktive Karriere.

### Nationalmannschaft
Am 23. Januar 2006 debütierte Fürstner im Nationaltrikot des DFB. Er gehörte der U19-Nationalmannschaft an, die im Rahmen einer Asienreise 2:2 gegen die Auswahl Südkoreas spielte. In Al-Arabi (Katar) bestritt er vier weitere Länderspiele: Am 25. Januar gewann er mit der Mannschaft mit 2:0 gegen die Auswahl der Schweiz, verlor am 27. und 30. Januar mit 0:1 bzw. 1:2 gegen die Auswahl des Irans bzw. Japans und gewann am 1. Februar mit 3:0 gegen die Auswahl Österreichs.
Für die U21-Nationalmannschaft bestritt er am 21. Februar 2007 in Reutlingen, beim torlosen Unentschieden gegen die Auswahl Italiens, und am 21. August 2007 in Fürth, beim 2:2 gegen die Auswahl Irlands – mit Einwechslung für Ashkan Dejagah in der 46. Minute –, seine einzigen beiden Länderspiele in dieser Altersklasse.
Fürstner leistete ab 1. Oktober 2007 seinen Grundwehrdienst in der Sportfördergruppe der Bundeswehr in Neubiberg ab. Unmittelbar nach Dienstantritt nahm er mit der Bundeswehr-Fußball-Nationalmannschaft (BFN) an den vom 14. bis 21. Oktober 2007 in Hyderabad (Indien) ausgetragenen 4. CISM-Militärweltspielen teil. Das Fußballturnier war für ihn und seine Mannschaft nach dem 1:1-Unentschieden gegen Kamerun und der 1:3-Niederlage gegen Nordkorea bereits nach der Vorrunde beendet.

## Karriere als Vereinsfunktionär
Im September 2022 kehrte er zur SpVgg Greuther Fürth zurück und absolvierte zunächst ein Trainee-Programm. Am 1. Juli 2024 übernahm er die Leitung des Nachwuchsleistungszentrums. Nachdem er im Oktober 2024 nach der Entlassung von Rachid Azzouzi schon interimsweise für den sportlichen Bereich verantwortlich war, wurde er am 12. November 2024 zum Sportdirektor befördert.

## Erfolge
FC Bayern München
- Deutscher Meister: 2008 (ohne Einsatz)
- DFB-Pokal-Sieger: 2008 (ohne Einsatz)
- DFL-Ligapokal-Sieger: 2007 (ohne Einsatz)

SpVgg Greuther Fürth
- Meister der 2. Bundesliga und Aufstieg in die Bundesliga: 2012

Eintracht Braunschweig
- Aufstieg in die 2. Bundesliga: 2020

## Sonstiges
Auch abseits des Fußballplatzes engagiert sich der Fußball-Profi für die Gesellschaft und gründete im November 2012 die Stephan Fürstner-Stiftung. Die Spenden kommen der Elterninitiative krebskranker Kinder Nürnberg e. V. zugute, die krebskranken Kindern, aber auch deren Eltern und Familien hilft.